# Wysszaja liga czempionata SSSR po futbołu (1988)
Rozgrywki radzieckiej wyższej ligi w sezonie 1988 były pięćdziesiątymi w historii radzieckiej pierwszej ligi. W rozgrywkach wzięło udział szesnaście drużyn, w tym dwie, która awansowała z drugiej ligi – Czornomoreć Odessa i Lokomotiw Moskwa. Mistrzowski tytuł po raz drugi wywalczyła drużyna Dnipra Dniepropietrowsk. Współkrólami strzelców ligi zostali Aleksandr Borodiuk z Dinama Moskwa i Jewhen Szachow z Dnipra, którzy zdobyli po 16 goli.

## Drużyny
| Drużyna          | Miasto          | Republika          | Stadion                     | Pojemność | Pozycja w 1987 |
| ---------------- | --------------- | ------------------ | --------------------------- | --------- | -------------- |
| Ararat           | Erywań          | Armeńska SRR       | Stadion Hrazdan             | 55,000    | 9.             |
| Czornomorec      | Odessa          | Ukraińska SRR      | Stadion Centralny w Odessie | 34,000    | D1, 1.         |
| Dinamo           | Moskwa          | Rosyjska FSRR      | Stadion Dinamo              | 36,540    | 10.            |
| Dinamo           | Tbilisi         | Gruzińska SRR      | Stadion Borysa Paiczadze    | 58,000    | 13.            |
| Dnipro           | Dniepropetrowsk | Ukraińska SRR      | Stadion Meteor              | 24,300    | 2.             |
| Dynama           | Mińsk           | Białoruska SRR     | Stadion Dynama Mińsk        | 41,000    | 5.             |
| Dynamo           | Kijów           | Ukraińska SRR      | Stadion Dynamo              | 30,000    | 6.             |
| Kajrat           | Ałma-Ata        | Kazachska SRR      | Stadion Centralny           | 25,000    | 12.            |
| Lokomotiw        | Moskwa          | Rosyjska FSRR      | Stadion Lokomotiwu          | 28,800    | D1, 2.         |
| Metalist         | Charków         | Ukraińska SRR      | Stadion Metalist            | 30,000    | 11.            |
| Neftçi           | Baku            | Azerbejdżańska SRR | Stadion Tofika Bachramowa   | 30,000    | 9.             |
| Spartak          | Moskwa          | Rosyjska FSRR      | Łużniki                     | 84,745    | 1.             |
| Szachtar         | Donieck         | Ukraińska SRR      | Stadion Szachtar            | 31,700    | 7.             |
| Torpedo          | Moskwa          | Rosyjska FSRR      | Łużniki                     | 84,745    | 4.             |
| Zenit Petersburg | Leningrad       | Rosyjska FSRR      | Stadion Pietrowski          | 21,745    | 14.            |
| Žalgiris         | Wilno           | Litewska SRR       | Stadion Žalgiris            | 15,000    | 3.             |

## Tabela końcowa sezonu
| Lp. | Drużyna                    | M  | Z  | R  | P  | Bramki | Bramki | Różn. | Pkt | Uwagi                                   |
| --- | -------------------------- | -- | -- | -- | -- | ------ | ------ | ----- | --- | --------------------------------------- |
| 1   | Dnipro Dniepropetrowsk (M) | 30 | 18 | 10 | 2  | 49     | 23     | +26   | 46  | Puchar Europy • 1/16 finału             |
| 2   | Dynamo Kijów               | 30 | 17 | 9  | 4  | 43     | 19     | +24   | 43  | Puchar UEFA • 1/32 finału               |
| 3   | Torpedo Moskwa             | 30 | 17 | 8  | 5  | 39     | 23     | +16   | 42  | Puchar Zdobywców Pucharów • 1/16 finału |
| 4   | Spartak Moskwa             | 30 | 14 | 11 | 5  | 40     | 26     | +14   | 39  | Puchar UEFA • 1/32 finału               |
| 5   | Žalgiris Wilno             | 30 | 14 | 7  | 9  | 39     | 35     | +4    | 35  | Puchar UEFA • 1/32 finału               |
| 6   | Zenit Leningrad            | 30 | 11 | 9  | 10 | 35     | 34     | +1    | 31  | Puchar UEFA • 1/32 finału               |
| 7   | Lokomotiw Moskwa           | 30 | 10 | 12 | 8  | 35     | 29     | +6    | 30  |                                         |
| 8   | Szachtar Donieck           | 30 | 9  | 10 | 11 | 30     | 28     | +2    | 28  |                                         |
| 9   | Ararat Erywań              | 30 | 9  | 9  | 12 | 21     | 28     | −7    | 27  |                                         |
| 10  | Dinamo Moskwa              | 30 | 9  | 8  | 13 | 32     | 38     | −6    | 26  |                                         |
| 11  | Metalist Charków           | 30 | 8  | 10 | 12 | 29     | 36     | −7    | 26  |                                         |
| 12  | Dynama Mińsk               | 30 | 7  | 11 | 12 | 29     | 34     | −5    | 25  |                                         |
| 13  | Czornomoreć Odessa         | 30 | 9  | 6  | 15 | 24     | 37     | −13   | 24  |                                         |
| 14  | Dinamo Tbilisi             | 30 | 9  | 5  | 16 | 28     | 37     | −9    | 23  |                                         |
| 15  | Neftçi PFK                 | 30 | 5  | 7  | 18 | 28     | 46     | −18   | 17  | Spadek do Pierwoj Ligi                  |
| 16  | Kajrat Ałmaty              | 30 | 6  | 4  | 20 | 25     | 53     | −28   | 16  | Spadek do Pierwoj Ligi                  |

Uwaga: Lokomotiw Moskwa został ukarany za przekroczenie dopuszczalnej liczby 10 remisów odjęciem 2 punktów.

## Najlepsi strzelcy
źródło: rsssf.com (ang.)
16 goli
- Aleksandr Borodiuk (Dinamo M.)
- Jewhen Szachow (Dnipro)

15 goli
- Michaił Rusiajew (Lokomotiw)

12 goli
- Siergiej Rodionow (Spartak M.)

11 goli
- Ołeh Protasow (Dynamo)

10 goli
- Maszałła Achmetow (Neftçi)
- Ihor Petrow (Szachtar)

9 goli
- Siergiej Dmitrijew (Zenit Petersburg)
- Władimir Grieczniew (Torpedo)
- Gia Guruli (Dinamo T.)
- Wołodymyr Luty (Dnipro)
- Arminas Narbekovas (Žalgiris)
- Andriej Rudakow (Torpedo)

## Nagrody
33 najlepszych piłkarzy ligi za sezon 1988:
Bramkarze
1. Rinat Dasajew (Spartak M.)
2. Wiktor Czanow (Dynamo K.)
3. Dmitrij Charin (Dinamo M.)

|  | Prawi obrońcy 1. Siergiej Gorłukowicz (Lokomotiw) 2. Wiktor Łosiew (Dinamo M.) 3. Wołodymyr Bezsonow (Dynamo K.) | Prawi-środkowi obrońcy 1. Wagiz Chidijatullin (Spartak M.) 2. Iwan Wysznewski (Dnipro) 3. Wadim Rogowskoj (Torpedo) | Lewi-środkowi obrońcy 1. Ołeh Kuzniecow (Dynamo K.) 2. Andrej Zyhmantowicz (Dynama) 3. Serhij Puczkow (Dnipro) | Lewi obrońcy 1. Anatolij Demjanenko (Dynamo K.) 2. Ołeksij Czerednyk (Dnipro) 3. Gela Ketaszwili (Dinamo T.) |

|  | Prawi pomocnicy 1. Hennadij Łytowczenko (Dynamo K.) 2. Jewgienij Kuzniecow (Spartak M.) 3. Nikołaj Sawiczew (Torpedo) | Prawi-środkowi pomocnicy 1. Siarhiej Alejnikau (Dynama) 2. Oleg Szirinbiekow (Torpedo) 3. Wołodymyr Bahmut (Dnipro) | Lewi-środkowi pomocnicy 1. Igor Dobrowolski (Dinamo M.) 2. Wasyl Rac (Dynamo K.) 3. Arminas Narbekovas (Žalgiris) | Lewi pomocnicy 1. Ołeksij Mychajłyczenko (Dynamo K.) 2. Jurij Sawiczew (Torpedo) 3. Aleksandr Borodiuk (Dinamo M.) |

|  | Prawi napastnicy 1. Ołeksandr Zawarow (Dynamo K.) 2. Fiodor Czerienkow (Spartak M.) 3. Jewhen Szachow (Dnipro) | Lewi napastnicy 1. Ołeh Protasow (Dynamo K.) 2. Wołodymyr Luty (Dnipro) 3. Ihor Biełanow (Dynamo K.) |

| Mistrz ZSRR w sezonie 1988     |
| ------------------------------ |
| ZSRR                           |
| Dnipro Dniepropetrowsk 2 tytuł |